# 栃木県立日光霧降アイスアリーナ
栃木県立日光霧降アイスアリーナ（とちぎけんりつ にっこうきりふりアイスアリーナ）は、栃木県日光市にあるアイススケートリンク。

## 概要
1992年開業。営業期間は7月中旬から4月下旬（2014年は5月7日～7月5日が休館期間だった）。
同所は栃木県立のスポーツ施設のひとつで、アジアリーグアイスホッケーに加盟する日光アイスバックス（旧・古河電工アイスホッケー部）のホームリンクならびに高校アイスホッケーの大会、1996年の第51回国民体育大会アイスホッケー競技大会などに使用しているほか、フィギュアスケートの大会にも使われる。2000年に古河電工リンクが閉鎖されて以来、日光地区では貴重な通年使用可能リンクとなっている。

## 施設概要
スタンド
- 収容人員：2,000人
  - 固定席：1,604席
  - 立見席：392席
  - 身体障害者用席：4席

リンク
- 30メートル×60メートル（アイスホッケー国際競技規格）[3]

## 主な開催試合
- 第51回冬季国民体育大会（日光杉並木国体）アイスホッケー競技（1996年1月26日～1月29日）[4]
- 第1回日光杯全日本中学・高校生アイスホッケー大会（2006年12月22日～12月24日）[5]
- 第79回日本学生氷上選手権大会（2007年1月6日～1月9日）[6]
- 平成18年度全国高等学校総合体育大会冬季大会アイスホッケー競技（2007年1月22日～1月26日）[7]
- 2007 世界女子アイスホッケー選手権ディヴィジョンⅠ（2007年4月2日～8日）：女子選手権では初の日本での開催で、日本代表が優勝した。[8]
- 第78回全日本アイスホッケー選手権大会 （2011年2月7日～2月13日）：1962年の第30回大会（会場：古河電工リンク）以来となる日光での開催。[9]
- 2014年ソチオリンピックアイスホッケー競技男子二次予選グループJ （2012年11月9日～11月11日）：参加国はイギリス、日本、韓国、ルーマニア。イギリスが1位となり最終予選進出。
- 第69回国民体育大会（ひかりの郷日光国体）アイスホッケー競技（2014年1月28日～2月2日）

## 交通
- JR日光線日光駅・東武鉄道東武日光線東武日光駅から直通バス10分。（冬季のみ運行）
- 日光宇都宮道路日光ICより自動車で約7分。